# Processo degli ammiragli
Il Processo degli ammiragli fu un processo celebrato presso la Corte d'Appello di Parma nel 1944 dalla Repubblica sociale italiana contro alcuni alti ufficiali della Marina militare italiana accusati di aver opposto resistenza ai tedeschi nell'Egeo dopo l'8 settembre 1943. Il processo si concluse con la fucilazione di Inigo Campioni e Luigi Mascherpa.

## Storia
Nel Dodecaneso i presidi italiani di diverse isole, con l'appoggio degli inglesi, avevano opposto resistenza all'occupazione tedesca dopo l'armistizio. Gli ammiragli Inigo Campioni (governatore del Dodecaneso e comandante delle forze italiane durante la battaglia di Rodi) e Luigi Mascherpa (comandante della guarnigione di Lero e comandante delle forze italiane durante la resistenza di quell'isola), catturati dall'esercito tedesco, vennero sottoposti a processo per Alto tradimento dalla Repubblica Sociale Italiana. L'istruzione del processo venne affidata a Vincenzo Cersosimo che procedette sommariamente.
Il processo era motivato essenzialmente da ragioni politiche: il fascismo saloino imputava la sconfitta nella guerra al "tradimento" delle forze armate, ed in special modo della Regia Marina, considerata la meno "fascistizzata" delle tre forze armate. Del tutto assurda era l'accusa di tradimento per ufficiali che avevano eseguito gli ordini del legittimo governo regio, cui avevano prestato giuramento di fedeltà, nei confronti della Repubblica di Salò che non era nemmeno esistente all'epoca della battaglia di Rodi (per la quale fu incriminato Campioni) e cui né Campioni né Mascherpa avevano mai prestato giuramento.
Il 12 maggio 1944 gli ammiragli Pellegrino Matteucci e Franco Zannoni, rispettivamente comandanti della piazza marittima di Tolone e del Dipartimento marittimo dell'Alto Adriatico, vennero prosciolti perché si dovette riconoscere che avevano accolto l'armistizio in modo passivo, senza opporre resistenza ai tedeschi. Diversa fu la sorte di Campioni e Mascherpa, responsabili della difesa del Dodecaneso contro i quali intervenne pubblicamente lo stesso Mussolini esigendo la pena capitale.

## Svolgimento del processo
Il 22 maggio il processo iniziò a Parma e si concluse lo stesso giorno. Il dibattito in aula si svolse in un clima di forte intimidazione, come scritto da Gianni Rocca: 
A differenza del processo di Verona, che vide la presenza del pubblico, quello agli ammiragli si svolse in un'aula praticamente deserta: non c’erano né giornalisti né fotografi ed anche i parenti degli imputati furono costretti ad attendere fuori. Il palazzo era presidiato, all’esterno, dai militi della Guardia nazionale repubblicana, armati di mitra. Campioni fu il primo a essere interrogato e il suo intervento durò un'ora e mezza, mentre quello di Mascherpa fu molto più breve. La difesa aveva convocato dieci testimoni, ma solo tre si presentarono in aula: gli avvocati chiesero, a quel punto, il rinvio del processo ma il presidente fu inflessibile. Rispose che non ne vedeva il motivo e diede subito la parola al Pubblico ministero, che iniziò la sua requisitoria.
Nello specifico, queste furono le contestazioni agli imputati:
- Campioni, che all’armistizio dell’8 settembre 1943 era governatore del Dodecaneso (le isole italiane dell’Egeo), e Mascherpa, comandante delle forze italiane di Lero, un’isola di quei possedimenti, avevano ottemperato ai "criminosi" ordini di resa agli alleati, impartiti da Badoglio, e compiuto entrambi atti di guerra contro i camerati tedeschi;
- Pavesi, comandante dell’isola di Pantelleria nel giugno del 1943, non si era opposto allo sbarco delle truppe alleate, arrendendosi con ignominia ancor prima che questo avvenisse;
- Leonardi, comandante della Piazza marittima di Augusta, l’aveva praticamente ceduta agli inglesi senza utilizzarne a pieno il potenziale difensivo, durante l'invasione della Sicilia nel luglio 1943).

Per tutti e quattro gli imputati, il PM chiese la pena di morte.
Il dibattimento si concluse alle ore 19, dopodiché la corte si ritirò. Dopo solo un quarto d'ora di camera di consiglio, il presidente del tribunale pronunciò la sentenza di morte. Campioni e Mascherpa, insieme ai due contumaci (perché prigionieri degli Alleati) Priamo Leonardi e Gino Pavesi, vennero condannati alla fucilazione al petto "ai sensi dell'art. 103 del Codice penale militare di guerra" (non furono quindi riconosciuti colpevoli di tradimento, cosa che avrebbe comportato la fucilazione alla schiena). L'esecuzione avvenne il successivo 24 maggio. Mussolini fu irremovibile, rifiutò ogni atto di clemenza e anzi si rammaricò di non aver potuto far giustiziare i due imputati assenti. Dalla Repubblica Italiana Campioni e Mascherpa furono decorati alla memoria con la Medaglia d'oro al Valor Militare.